# Sami Zayn
Pour les articles homonymes, voir Sebei.
Rami Sebei (né le 12 juillet 1984 à Laval (Québec)) est un catcheur (lutteur professionnel) canadien. Il travaille à la World Wrestling Entertainment, dans la division SmackDown, sous le nom de Sami Zayn.

## Jeunesse
Rami Sebei est né le 12 juillet 1984 au Québec,. Il est d'origine syrienne[réf. nécessaire].
Le premier spectacle de catch qu'il a vu est Survivor Series 1997 au Centre Bell.

## Carrière

### Débuts (2002)
Il fait ses débuts à la Monteregie Wrestling Federation (MWF) le 5 octobre 2002, sous le nom de Stevie McFly. 

### Pro Wrestling Guerrilla (2004-2011)
Rami Sebei fait ses débuts au Canada, à l’International Wrestling Syndicate (IWS) sous le nom de ring d'El Generico, en 2004. Il y remporte le championnat du monde poids-lourds de cette fédération en battant Pierre Carl Ouellet le 15 juin 2004 avant de le perdre le soir même face à Kevin Steen.
En 2004, il fait ses débuts aux États-Unis, à la Pro Wrestling Guerrilla (PWG), une fédération californienne. Son premier combat est  une victoire, le 13 novembre, Kevin Steen.
Il commence à faire équipe avec Human Tornado avec qui il devient challenger pour le titre de champions par équipe de la PWG le 10 juillet. Ils remportent ce titre le 6 août face à Chris Bosh et Scott Lost. Ils le défendent avec succès le 19 août face à Frankie Kazarian et Petey Williams, puis le 1er octobre Super Dragon et Davey Richards qui mettent fin à ce règne,.
En faisant ensuite équipe avec Quicksilver, ils tentent à deux reprises de remporter le titre par équipe détenu par Davey Richards et Super Dragon le 7 janvier puis le 18 février 2006 au cours de la tournée en Allemagne,.

### Ring Of Honor (2005-2012)

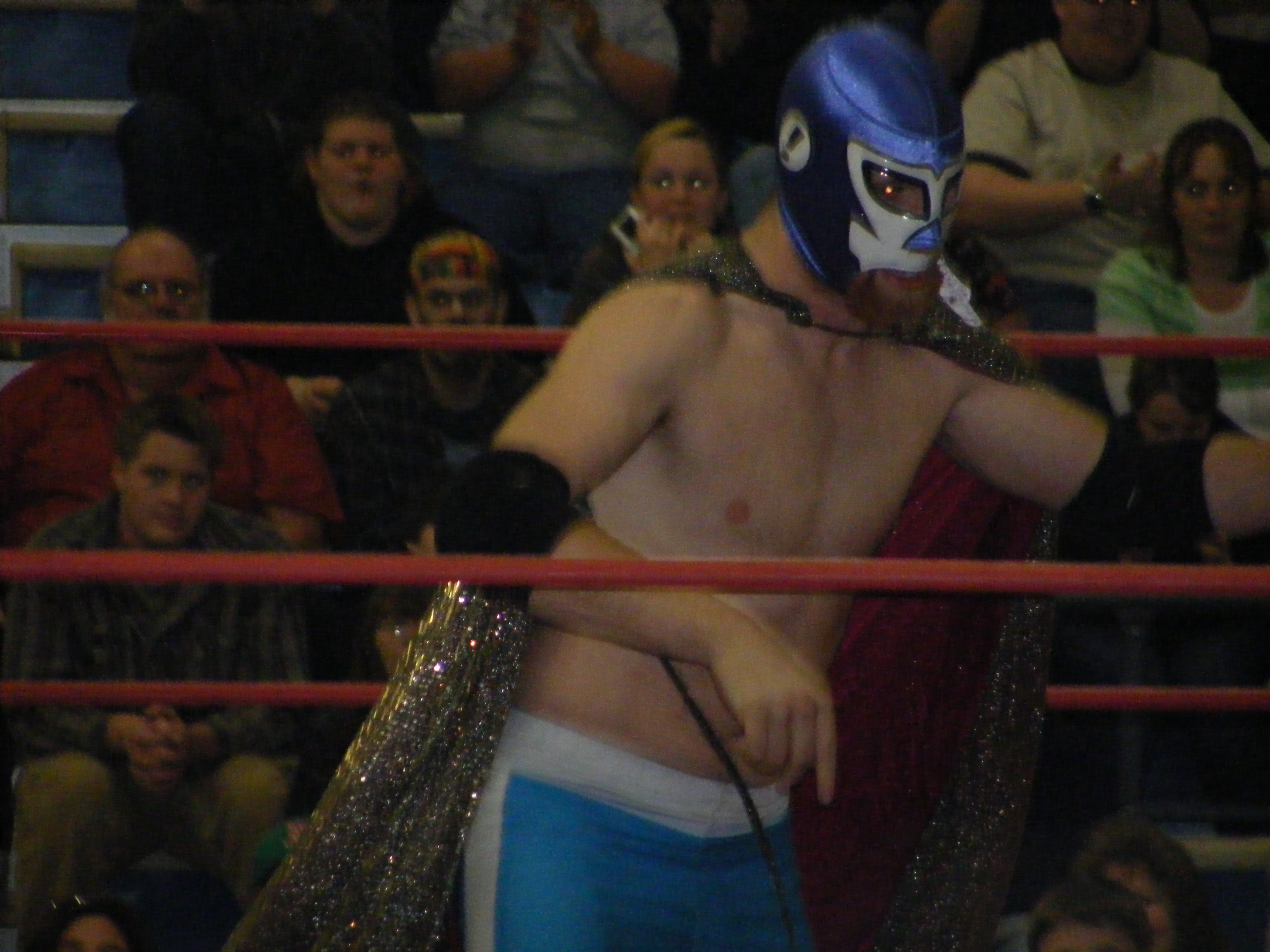
El Generico en 2008.

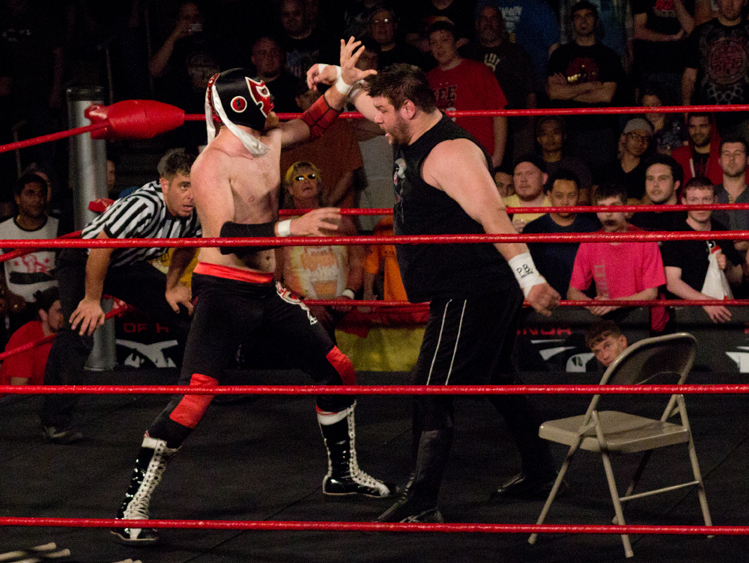
El Generico et Kevin Steen durant leur rivalité de deux ans à la Ring of Honor.

El Generico fait ses débuts à la Ring of Honor en 2005, dans un Four Corner Survival match à Do Or Die IV.
Lors de Survival of the Fittest, il perd contre Kenny King. Lors de Final Battle, il bat Kevin Steen. Lors du 9th Anniversary Show, il bat Michael Elgin. Lors de Manhatten Mayhem IV, il bat TJ Perkins. Lors de Revolution USA, il perd contre Roderick Strong dans un No Disqualification Match. Lors de Supercard of Honor IV, il bat Chris Hero. Lors de Best in the World, il bat Christopher Daniels et remporte de ROH World TV Championship. Lors de American Wolves vs House of Truth, Colt Cabana et lui perdent contre Wrestling's Greatest Tag Team et ne remportent pas le ROH World Tag Team Championship. Lors de In Charlotte, il bat Roderick Strong dans un Steel Cage Match et conserve son titre. Lors de TV Tapings, il perd contre Jay Lethal et perd son titre. Lors de Death before Dishonor, il affronte Jimmy Jacobs dans un match qui se finit en No Contest. Lors de Survival of the Fittest, il affronte Steve Corino dans un match qui se finit en No Contest. Lors de Glory by Honor[Lequel ?], il perd contre Davey Richards et ne remporte pas le ROH World Championship. Lors de Final Battle, il perd contre Jay Lethal dans un match qui comprenait aussi Mike Bennett et ne remporte pas le ROH World Television Championship. Lors d'Unity, B.J. Whitmer et lui battent Jimmy Jacobs et Kevin Steen dans un No Disqualification Match. 
Lors de Final Battle, il perd contre Kevin Steen dans un Ladder War Match et ne remporte pas le ROH Championship.

### Japon (2007–2009, 2011–2012)
Le 30 septembre, il bat Kota Ibushi et remporte le KO-D Openweight Championship,. Le 23 décembre, il perd le titre contre Lyra Valkyria

### Circuit indépendant (2011-2013)
Le 30 juillet 2011, lors de Chikarasaurus Rex: King of Sequel - Night 1, Scott Parker, Shane Matthews et lui battent Icarus, Chuck Taylor et Johnny Gargano dans un Trios Action Match. Le lendemain à Chikarasaurus Rex: King of Sequel - Night 2, Scott Parker, Shane Matthews et lui perdent contre UltraMantis Black, Hallowicked et Frightmare. Le 12 novembre 2011, lors de Cibernetico: The Animated Series, il bat Ophidian. Lors de Hot Off The Griddle 2012, il perd contre Sara Del Rey.
Lors de Evolve 11, il perd contre Low Ki. Lors de Evolve 12, il perd contre Ricochet. Lors de Evolve 13: Gargano vs Fox, il bat Sami Callihan. Lors de Evolve 14, il bat Samuray Del Sol. Lors de Evolve 15, il perd contre Samuray Del Sol. Lors de Fans Appeciation Weekend Night 1, il bat Tommy End et conserve son WXW Unified World Wrestling Championship. Lors du Fans Appreciation Weekend Night 2 2013, il perd contre Axel Tischer dans un match qui comprenait aussi Bad Bones et Karsten Beck et perd son titre.

### World Wrestling Entertainment (2013-...)

#### Débuts àNXTet champion de laNXT(2013-2016)
Le 31 janvier 2013, il signe officiellement avec la World Wrestling Entertainment. 
Le 22 mai à NXT, il fait ses débuts dans la brand jaune en tant que Face, sous le nom de Sami Zayn, et bat Curt Hawkins en match d'ouverture.
Le 27 février 2014 à NXT ArRIVAL, il perd face à Cesaro. 
Le 29 mai à NXT TakeOver, il ne devient pas aspirant n°1 au titre de la NXT, battu par Tyler Breeze.
Le 11 septembre à NXT TakeOver: Fatal 4-Way, il ne remporte pas le titre de la NXT, battu par Adrian Neville dans un Fatal 4-Way match, qui inclut également Tyler Breeze et Tyson Kidd.
Le 11 décembre à NXT TakeOver: R Evolution, il devient le nouveau champion de la NXT en prenant sa revanche sur le Britannique dans un Title vs. Career match, remportant le titre pour la première fois de sa carrière et son premier titre personnel. Après le combat, Kevin Owens vient le féliciter pour sa victoire, mais effectue un Heel Turn en l'attaquant, le tabassant et lui portant une Powerbomb sur le tablier du ring.
Le 11 février 2015 à NXT TakeOver: Rival, il perd face à son compatriote par K.O, ne conservant pas son titre et mettant fin à un règne de 52 jours.
Le 20 mai à NXT TakeOver: Unstoppable, il ne remporte pas le titre de la NXT, car son match revanche face à son même adversaire se termine en No Contest. Pendant le combat, sa blessure à l'épaule gauche se réveille. 7 jours plus tard, à la suite de sa blessure à l'épaule gauche et sa déchirure des rotateurs, il doit s'absenter pendant 7 mois.
Le 17 décembre à NXT TakeOver: London, après la conservation du titre de la NXT de Finn Bálor contre Samoa Joe, il fait son retour de blessure après sept mois d'absence.
Le 1er avril 2016 à NXT TakeOver: Dallas, il perd face à Shinsuke Nakamura.

#### Roster principal et diverses rivalités (2016-2017)
Le 1er mai à Payback, il perd face à Kevin Owens. Après le combat, son adversaire l'attaque. Le 22 mai à Extreme Rules, il ne remporte pas le titre Intercontinental, battu par The Miz dans un Fatal 4-Way match qui inclut également Cesaro et son même adversaire. Le 19 juin à Money in the Bank, il participe à son premier Men's Money in the Bank Ladder match, mais ne remporte pas la mallette, gagnée par Dean Ambrose.
Le 19 juillet lors du Draft, il est annoncé être officiellement transféré à Raw. Le 24 juillet à Battleground, il prend sa revanche sur son même opposant. Le 25 septembre à Clash of Champions, il perd face à Chris Jericho.
Le 20 novembre aux Survivor Series, il ne remporte pas le titre Intercontinental, rebattu par le Miz. Le 18 décembre à Roadblock: End of the Line, il bat Braun Strowman dans un match limité à dix minutes.
Le 29 janvier 2017 au Royal Rumble, il entre dans son tout premier Men's Royal Rumble match en 8e position, mais se fait éliminer par l'Undertaker après 47 minutes de match. Le 5 mars à Fastlane, il perd face à Samoa Joe par KO.

#### Draft àSmackDown Liveet alliance avec Kevin Owens (2017-2018)
Le 11 avril à SmackDown Live, lors du Superstar Shake-Up, il est annoncé être officiellement transféré au show bleu. Le 21 mai à Backlash, il bat Baron Corbin. Le 18 juin à Money in the Bank, il ne remporte pas la mallette, gagnée par The Lone Wolf. 
Le 23 juillet à Battleground, il bat Mike Kanellis (accompagné de Maria Kanellis).
Le 8 octobre à Hell in a Cell, il effectue un Heel Turn, car intervient dans le Falls Count Anywhere Hell in a Cell match entre Shane McMahon et Kevin Owens, sauve son compatriote d'un Leap of Faith du commissionnaire du show bleu et permet à son compère de gagner la rencontre, ce qui officialise une alliance entre les deux catcheurs canadiens,. Le 19 novembre lors du pré-show aux Survivor Series, ils battent Breezango (Fandango et Tyler Breeze). Plus tard dans la soirée, ils interviennent dans le Men's 5-on-5 Traditional Survivor Series Man's Elimination Tag Team match pour attaquer Shane McMahon, mais seront repoussés par Randy Orton. Le 17 décembre à Clash of Champions, ils battent Randy Orton et Shinsuke Nakamura grâce au compte rapide de trois effectué par Daniel Bryan, arbitre spécial du match avec Shane McMahon.
Le 28 janvier 2018 au Royal Rumble, ils ne remportent pas le titre de la WWE, battus par AJ Styles dans un 2-on-1 Handicap match. Plus tard dans la soirée, il entre dans le Men's Royal Rumble match en 10e position après avoir tabassé Tye Dillinger pour lui voler sa place, mais se fait éliminer par le futur gagnant, Shinsuke Nakamura après 7 minutes de match. Le 11 mars à Fastlane, son partenaire et lui ne remportent pas la ceinture, rebattu par leur même adversaire dans un 6-Pack Challenge qui inclut également Baron Corbin, Dolph Ziggler et John Cena.
Le 8 avril à WrestleMania 34, ils perdent face à Daniel Bryan et Shane McMahon et leurs places dans le roster du show bleu.

#### Draft àRaw, rivalité avec Bobby Lashley et blessures (2018)
Le 16 avril à Raw, lors du Superstar Shake-Up, ils rejoignent officiellement le show rouge. Le 6 mai à Backlash, ils perdent face à Braun Strowman et Bobby Lashley. Le 17 juin à Money in the Bank, il reperd face au All Mighty. 5 jours plus tard, une blessure aux deux épaules l'éloigne du ring jusqu'à l'année suivante.

#### Retour de blessure, Draft àSmackDown, triple champion Intercontinental, rivalité avec Kevin Owens et alliance avec la Bloodline (2019-2023)
Le 8 avril 2019 à Raw, il fait son retour de blessure, après 10 mois d'absence, et est prêt à défier n'importe qui. Le nouveau champion Intercontinental, Finn Bálor, accepte de remettre son titre en jeu contre lui. Il ne remporte pas la ceinture, battu par ce dernier. Le 19 mai à Money in the Bank, il se fait attaquer et voler sa place dans le Men's Money in the Bank Ladder match par Brock Lesnar. Le 23 juin à Stomping Grounds, Kevin Owens et lui battent Big E et Xavier Woods. 
Le 14 octobre à Raw, il est annoncé être officiellement transféré à SmackDown par Stephanie McMahon.
Le 8 mars 2020 à Elimination Chamber, il devient le nouveau champion Intercontinental en battant Braun Strowman dans un 3-on-1 Handicap match, avec l'aide de Shinsuke Nakamura et Cesaro, remporte le titre pour la première fois de sa carrière et son second titre personnel. 
Le 4 avril à WrestleMania 36, il conserve son titre en battant Daniel Bryan. Le 13 mai, à la suite de la pandémie de Covid-19, il se retire du ring pendant quelques mois et est contraint d'abandonner la ceinture.
Le 28 août à SmackDown, il fait son retour après quatre mois et demi d'absence, interrompt la célébration de Jeff Hardy, affirme être le véritable champion Intercontinental et se présente avec sa propre ceinture. Le 27 septembre à Clash of Champions, il redevient champion Intercontinental, pour la seconde fois, en battant Jeff Hardy et AJ Styles dans un Triple Threat Ladder match après avoir menotté ses deux adversaires à des échelles avant de décrocher les deux ceintures. 
Le 22 novembre aux Survivor Series, il perd face à Bobby Lashley par soumission dans un Champion vs. Champion match. Le 20 décembre lors du pré-show à TLC, King Corbin, Cesaro, Shinsuke Nakamura et lui perdent face à Daniel Bryan, Otis, Chad Gable et Big E dans un 8-Man Tag Team match. 5 soirs plus tard à SmackDown, il ne conserve pas sa ceinture, battu par Big E dans un Lumberjack match.
Le 31 janvier 2021 au Royal Rumble, il entre dans le Men's Royal Rumble match en 3e position, mais se fait éliminer par Big E après 13 minutes de match. Le 21 février à Elimination Chamber, il ne devient pas aspirant no 1 au titre Universel, battu par Daniel Bryan dans son tout premier Men's Elimination Chamber match.
Le 11 avril à WrestleMania 37, il perd face à Kevin Owens. Le 20 juin à Hell in a Cell, il prend sa revanche sur son rival.
Le 21 novembre aux Survivor Series, il ne remporte pas la Dual Brand Battle Royal, gagnée par Omos.
Le 29 janvier 2022 au Royal Rumble, il entre dans le Men's Royal Rumble match en 8e position, élimine Johnny Knoxville avant d'être lui-même éliminé par AJ Styles après 3 minutes de match. Le 18 février à SmackDown, il redevient champion Intercontinental, pour la seconde fois, en battant Shinsuke Nakamura. Le 4 mars à SmackDown, il ne conserve pas sa ceinture, battu par Ricochet. Après le combat, il défie Johnny Knoxville dans un match à WrestleMania 38, accepté par ce dernier.
Le 3 avril à WrestleMania 38, il perd face à Johnny Knoxville dans un Anything Goes match.
Le 2 juillet à Money in the Bank, il ne remporte pas la mallette, gagnée par Theory. Le 23 septembre à SmackDown, il devient membre honoraire de la Bloodline et rejoint officiellement le clan.
Le 26 novembre aux Survivor Series: WarGames, la Bloodline bat les Brawling Brutes (Sheamus, Ridge Holland et Butch), Drew McIntyre et Kevin Owens dans son tout premier Men's WarGames match.

#### Rivalité avec la Bloodline, champion incontesté par équipes avec Kevin Owens et retour en solo (2023-2024)

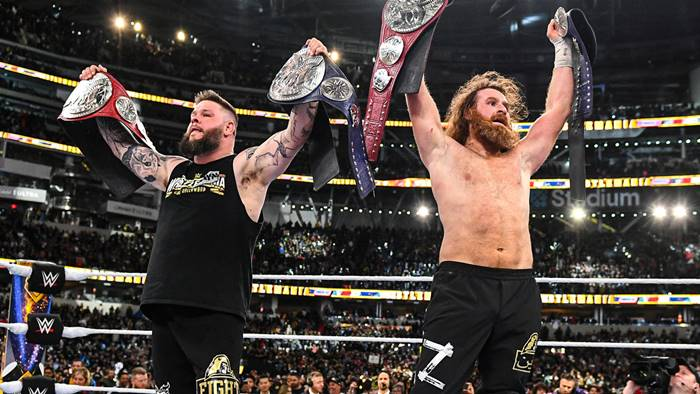
Kevin Owens et Sami Zayn en tant que champions incontestés par équipes en avril 2023.

Le 28 janvier 2023 au Royal Rumble, il accompagne Roman Reigns qui conserve ses titres en battant Kevin Owens. Après le combat, il s'interpose pour arrêter le tabassage de la Bloodline sur son compatriote, effectue un Face Turn, car frappe le catcheur samoan avec la chaise que ce dernier lui avait donné, mais il se fait corriger par Jimmy Uso, Solo Sikoa et le champion Universel incontesté, ce qui met fin à son alliance avec le clan. Le 18 février à Elimination Chamber, il ne remporte pas le titre Universel incontesté, battu par Roman Reigns. Le 17 mars à SmackDown, Cody Rhodes essaie de l'aider à se réconcilier avec Kevin Owens, mais ce dernier ne veut rien savoir. Alors que KO allait partir, il le retrouve pour lui dire qu'ils sont frères et qu'il l'aime. Plus tard dans la soirée, il essaie de raisonner Jey Uso, mais se fait attaquer par ce dernier et Jimmy Uso. Kevin Owens vole à sa rescousse, les deux catcheurs se réconcilient avec un câlin et reforment officiellement un duo.
Le 1er avril à WrestleMania 39, ils deviennent les nouveaux champions incontestés par équipes en battant les jumeaux samoans, remportent les titres pour la première fois de leur carrières. Le 1er mai à Raw, lors du Draft, il est annoncé être officiellement transféré au show rouge par Booker T. Le 6 mai à Backlash, Matt Riddle, Kevin Owens et lui perdent face à la Bloodline dans un 6-Man Tag Team match. Le 27 mai à Night of Champions, ils conservent leurs titres en battant Solo Sikoa et Roman Reigns. Pendant le combat, ils sont attaqués par les Usos, avant que Jimmy n'effectue un Face Turn en portant deux Superkicks à son cousin, après que ce dernier ait maltraité son frère cadet.
Le 2 septembre à Payback, ils ne conservent pas leurs ceintures, battus par The Judgment Day (Damian Priest et Finn Bálor) dans un Pittsburgh Still City Street Fight match.
Le 4 novembre lors du pré-show à Crown Jewel, il bat JD McDonagh. Le 25 novembre aux Survivor Series: WarGames, Randy Orton, Seth "Freakin" Rollins, Cody Rhodes, Jey Uso et lui battent le Judgment Day et Drew McIntyre dans un Men's WarGames match.

#### Quadruple champion Intercontinental et rivalité avec Karrion Kross (2024-2025)
Le 6 avril 2024 à WrestleMania XL, il redevient champion Intercontinental, pour la quatrième fois, en battant Gunther et fait subir à son adversaire sa première défaite. 9 soirs plus tard à Raw, il conserve son titre en battant Chad Gable. Après le combat, malgré une célébration émouvante, son adversaire effectue un Heel Turn, car ce dernier l'attaque par derrière et lui porte un Ankle Lock. Le 15 juin à Clash at the Castle, il conserve son titre en rebattant son même opposant.
Le 6 juillet à Money in the Bank, il conserve son titre en battant Bron Breakker et fait subir à son adversaire sa première défaite. Le 3 août à SummerSlam, il ne conserve pas sa ceinture, battu par son même opposant dans un match revanche.
Le 30 novembre aux Survivor Series: WarGames, Roman Reigns, CM Punk, The Usos et lui battent The Bloodline (Solo Sikoa, Jacob Fatu, Tama Tonga, Tanga Loa) et "Big" Bronson Reed dans un Men's WarGames match.
Le 1er février 2025 au Royal Rumble, il entre dans le Men's Royal Rumble match en 27e position, mais se fait éliminer par le futur gagnant, Jey Uso après 4 minutes de match. Un mois plus tard à Elimination Chamber, il perd face à Kevin Owens dans un Unsanctioned match.
Le 24 mai à Saturday Night's Main Event XXXIX, CM Punk et lui perdent face à Seth Rollins et Bron Breakker. Pendant la rencontre, Bronson Reed fait son retour, aide leurs ennemis et rejoint leurs rangs. Le 28 juin à Night of Champions, il bat Karrion Kross.
Le 2 août à SummerSlam, il rebat son même adversaire.

#### Retour àSmackDownet rivalité avec Solo Sikoa (2025-...)
Le 15 août à SmackDown, il annonce être officiellement transféré au show bleu, confronte Solo Sikoa et annonce venir chercher son titre des États-Unis.

## Palmarès
- Association de Lutte Féminine
  - Sherri Memorial Cup Tournament (2007) avec LuFisto
- Britannia Wrestling Promotions
  - 1 fois PWI:BWP World Catchweight Champion
- Chikara
  - Rey de Voladores (2011)
- Dramatic Dream Team
  - 1 fois KO-D Openweight Champion
  - Best Foreigner Award (2012)
- Elite Wrestling Revolution 
  - Elite 8 Tournament (2004)
- GBG Wrestling
  - 1 fois GBG Heavyweight Champion
- International Wrestling Syndicate 
  - 2 fois IWS Heavyweight Champion
  - 1 fois IWS Tag Team Championship avec Twiggy
- North Shore Pro Wrestling
  - 1 fois NSPW Champion
- Pro Wrestling Guerrilla
  - 2 fois PWG World Champion
  - 4 fois PWG World Tag Team Champion avec Human Tornado, Quicksilver et Kevin Steen (2)
  - Battle of Los Angeles (2011)
  - Dynamite Duumvirate Tag Team Title Tournament (2010) avec Paul London
- Pro Wrestling Prestige
  - 1 fois PWP Heavyweight Champion
- Puerto Rico Wrestling Association
  - 1 fois PRWA Caribbean Champion
- Ring of Honor
  - 1 fois ROH World Television Champion
  - 1 fois ROH World Tag Team Champion avec Kevin Steen
- STHLM Wrestling
  - 1 fois STHLM Wrestling Champion
- Union Pro
  - 1 fois DDT Extreme Division Champion
- Westside Xtreme Wrestling
  - 1 fois wXw Unified World Wrestling Championship
  - 16 Carat Gold Tournament (2012)
- World Wrestling Entertainment
  - 1 fois Champion de NXT
  - 4 fois Champion Intercontinental
  - 1 fois champion incontesté par équipes - avec Kevin Owens
  - Slammy Award For NXT Superstar Of The Year (2014)

## Récompenses des magazines
- Pro Wrestling Illustrated

| Année | 2006 | 2007 | 2008 | 2009 | 2010 | 2011 | 2012 | 2013 | 2014 | 2015 |
| ----- | ---- | ---- | ---- | ---- | ---- | ---- | ---- | ---- | ---- | ---- |
| Rang  | 294  | 244  | 143  | 163  | 118  | 46   | 83   | 68   | 44   | 23   |
| Année | 2016 | 2017 | 2018 | 2019 | 2020 | 2021 | 2022 | 2023 | 2024 |      |
| Rang  | 40   | 41   | 26   | 70   | 156  | 80   | 84   | 22   | 12   |      |

- Power Slam
  - PS 50 : 2007/44, 2008/42

- Wrestling Observer Newsletter
  - Rivalité de l'année en 2010 - avec Kevin Steen

## Vie privée
Il est de confession musulmane, marié avec Khadijah et papa d'un petit garçon. 
En juillet 2017, Sebei a créé un fonds appelé Sami for Syria pour soutenir la Syrian American Medical Society,.
Il parle anglais, français et arabe.
Sami Zayn est vegan.